# Daniel Call
Daniel Call (* 3. September 1967 in Aachen) ist ein in Berlin lebender Schriftsteller, Bühnenautor und Regisseur.

## Werk
Calls Theaterstück Tumult auf Villa Shatterhand. Eine Karl Mayade in fünf Akten wurde am 29. November 1997 am Schauspielhaus Dortmund uraufgeführt. Regie führte Marcus Lachmann, die Hauptrollen spielten Claus Dieter Clausnitzer als Karl May, Achim Conrad als „Der Fremde“ alias Adolf Hitler und Astrid Gorvin als Klara May. Weitere Aufführungen gab es 2003 in Mainz.
Calls Stück Der Teufel kommt aus Düsseldorf wurde 1996 am dortigen Schauspielhaus zur Eröffnung der Intendanz Anna Badoras uraufgeführt. In rascher Folge wurden die Stücke Gärten des Grauens und Wetterleuchten am Schauspielhaus Hamburg (Malersaal) und am Schauspiel Dortmund uraufgeführt.Wetterleuchten wurde zu den Mühlheimer Stücketagen eingeladen und in der Fachzeitschrift Theater heute abgedruckt. Call arbeitete über mehrere Spielzeiten als Hausautor und -regisseur am Volkstheater Rostock und den Städtischen Bühnen Chemnitz. Dort brachte er unter anderem sein Alzheimer-Dramas Wege mit Dir (2007) auf die Bühne.

Weitere Stationen seiner Laufbahn waren das Residenztheater Berlin, an dem er kurzzeitig als Dramaturg tätig war, das Staatstheater Saarbrücken und mehrere Stadt- und Landestheater, wo er sowohl als Autor als auch als Regisseur tätig war.
Sein dramatisches Gesamtwerk umfasst mehr als 40 Stücke, hinzu kommen eine Vielzahl von Übersetzungen (Noël Coward, Israel Horovitz, Israela Margalit), Bearbeitungen und in diversen Publikationen veröffentlichten Kritiken, Essays und Kolumnen (u. a. in Theater Heute, Die Deutsche Bühne, Siegessäule). International bekannt wurde er durch seine Stücke Wetterleuchten, Gärten des Grauens und Das Kammerspiel, den Monolog einer Überlebenden des Vernichtungslagers Auschwitz. Sein Musical Romy – Die Welt aus Gold wurde 2008 am Theater Heilbronn uraufgeführt.
Sein Musical Der Ring (Komponist: Frank Nimsgern), wurde an der Oper Bonn uraufgeführt und erlebte 2016 mit der Neuinszenierung am Theater Hof einen furiosen Erfolg. Es wird unterdes im Festspielhaus Füssen gespielt.

## Rezeption
Von der Kritik werden Calls Stücke zurückhaltend aufgenommen. Der Spiegel nennt sein Stück Ehepaar Schiller eine „Krawallshow: Sex, Lügen und Sozialporno aus dem modisch aufpolierten Geist von Max Frischs Schultheaterklassiker Biedermann und die Brandstifter“, nennt seine Stücke „roh gezimmert“, seine Sprache sei „… oft genug bloß bunter Schrott aus Fernsehserien-Gewäsch und Knabenpoesie“. Das Schwäbische Tagblatt bewertet Daniel Calls Alzheimerstück Wege mit dir trotz des großen Publikumserfolgs als „durchwachsen“ und bemängelt die „kitschige Rahmenhandlung“.
Die Welt schreibt zur Rostocker Aufführung des Stücks Phobiker!, der Autor liefere „…halbherzig in Udo-Jürgens-Schmalz verbratene Sprachschnitzel“ ab und das „Ergebnis der gut geölten Dialogmaschine der Phobiker! […] ist Langeweile“. Die Badische Zeitung bezeichnet sein Stück „Schocker“ als „aberwitziges Theater ums Theater“. Die Komödie sei „eine vergnügliche Persiflage auf den modernen Theaterbetrieb und auf Goethes Faust“.

## Werke
- Libretto für Oper Cuba Libre von Cong Su. UA am Theater Erfurt. 2005